# Guldbæk
 For alternative betydninger, se Guldbæk (flertydig). (Se også artikler, som begynder med Guldbæk)
Guldbæk er et vandløb i det nordlige Himmerland og samtidig navnet på en landsby ved vandløbet. Vandløbet udsprang oprindeligt ved Hæsum Mose nordvest for Støvring og udmunder i Østerå nordøst for Svenstrup. Over det ca. 13 kilometer lange løb er et fald på 36 m, overvejende på vandløbets sidste del. Trods en vandføring på kun 255 l/s har det store fald muliggjort udnyttelse af vandkraften.
Guldbæk er den mest anvendte betegnelse for vandløbet, men navnene Guldbækken og Guldbæk Å ses også. Navnet forklares både ved, at vandet er rent, og ved, at der har været et højt indhold af okker, hvilket har farvet det gult.

## Udspring
Bækken udsprang oprindeligt ved Hæsum Mose, men i 1920-25 blev den herover (sydfor) liggende 70 ha store Juelstrup Sø udtørret med en håndgravet kanal fra Juelstrup Præstegård og ned til Guldbækkens oprindelige forløb. Staten har arvet en del af det indvundne areal og genetableret søen.

## Landsbyen Guldbæk
Guldbæk har oprindeligt været en gårdlandsby med den mest markante gård – Guldbækgård – nordvest for broen over bækken. I 1900-tallet er bebyggelsen udvidet med villaer.

## Udnyttelse af vandkraften fra Godthaab
Fra Godthaab falder strømmen kraftigt, og allerede fra 1300-tallet fandtes her tre vandmøller. Den øverste – Ridemands Mølle – findes stadig som større gård, mens de to nederste anes ved mølledammene samt navnene Vestre mølle og Svanemøllen i Svenstrups midte.
Fra 1797 kom papirmøllen Godthaab til nedenfor Ridemands Mølle, idet driften dog blev indstillet i 1854. Herefter overtog Godthaab Hammerværk møllen – hammerværket drev smedjevirksomhed med fremstilling af landbrugsredskaber. Man har forøget faldhøjden fra de oprindelige kun 2 m til 8 m fra 1894 ved – over 26 år – at have gravet en kanal fra Ridemands Mølledam. Dermed kunne der etableres turbinedrift, men turbinen krævede 524 l/s – det dobbelte af åens gennemsnitlige vandmængde – hvorfor det var nødvendigt at samle vand sammen i mølledammen. I 1899 blev privatbanen Svenstrup-Nibe-Års anlagt med station ved hammerværket; banen er for længst nedlagt, men broen over vandløbet og linjeføringen ses stadig. Hammerværket er fredet og periodisk i drift i åbningstiden.

## Udløb
Nordøst for Svenstrup løber Guldbæk sammen med Østerå i en højde af ca. 6 m over havet.